# Stadler EC250
Jednotka EC250 s obchodním označením Giruno (rétorománsky káně), od srpna 2017 nově SMILE, je první vysokorychlostní jednotkou vyprodukovanou švýcarskou firmou firmy Stadler Rail

Jméno vykládá výrobce jako akronym (Schneller Mehrsystemfähiger Innovativer Leichter Expresszug) , v překladu Rychlejší, vícesystémovější, inovativnější, lehčí expresní vlak.

 Jednotka se vyznačuje bezbariérovým interiérem, přechody mezi podlahami v různých výškách jsou řešeny rampami. Na každé straně má jednotka dvanáctery dveře pro cestující, pro osoby se sníženou pohyblivostí jsou určeny dva články, které mají dvoje dveře - jedny pro nástupiště 760 mm nad temenem kolejnice (TK) na síti DB a druhé pro standardní nástupiště 550 mm nad TK.

## Průběh soutěže
Švýcarské spolkové dráhy (SBB) vypsaly v roce 2012 v rámci projektu «BeNe» (Beschaffung Neue internationale Züge – Pořízení nových mezinárodních vlaků) soutěž na dodávku 29 jednotek pro dopravu v severo-jižním směru. Jednotky měly být jednopodlažní, bez naklápění skříní, na rozdíl od jednotek pro dopravu ve směru východ-západ, pro kterou byly v roce 2010 objednány jednotky Twindexx Swiss Express firmy Bombardier Transportation. Vedle etablovaných dodavatelů jednotek pro dálkovou dopravu – firem Alstom, Siemens Rail Systems a Patentes Talgo se do soutěže přihlásil i švýcarský výrobce Stadler
, který dosud dodával jednotky pro regionální dopravu, nejvýše pouze upravené pro potřeby dálkové dopravy. Poté, co žádný z dodavatelů nepředložil nabídku splňující požadavky, bylo vyhlášeno druhé kolo soutěže, kterého se již Siemens neúčastnil. Dne 9. května 2014 bylo zveřejněno, že SBB vybraly nabídku Stadler v hodnotě 980 mil. CHF. Navíc přibyl požadavek opce na dodávku dalších 92 jednotek. Vítězem druhého kola se stala firma Stadler Rail.
Výsledky obou soutěží ovšem vyvolaly žaloby, které zprvu neumožnily SBB podepsat smlouvu s firmou Stadler Rail. Alstom sice již v září 2014 svoji žalobu stáhnul,  ale výsledek soutěže byl nadále zablokovaný až do doby, kdy v říjnu 2014 spolkový správní soud označil ve svém předběžném rozhodnutí žalobu Talgo za «zjevně zdaleka neopodstatněnou». Smlouva mezi SBB a Stadlerem byla podepsána 30. října. Společnost Talgo si stěžovala, že nabídka společnosti Stadler Rail, která byla dražší než její vlastní, byla považována společností SBB za ekonomicky nejvýhodnější. Soud potvrdil, že do výpočtů mohou být zahrnuty nejen náklady na pořízení, ale i budoucí náklady na provoz a údržbu.
Od roku 2015 nese tento projekt SBB jméno «Giruno».